# オルターナティヴ・リバタリアン
| オルターナティヴ・リバタリアン （仏語：Alternative libertaire） | オルターナティヴ・リバタリアン （仏語：Alternative libertaire） |
| --------------------------------------------------------------- | --------------------------------------------------------------- |
| 書記長                                                          | 無し（自主管理）                                                |
| 成立年                                                          | 1991年                                                          |
| 党本部所在地                                                    | 92 rue d'Aubervilliers 75019 Paris                              |
| 政治的立場                                                      | 左翼、アナキズム、 無政府共産主義                               |
| イメージカラー                                                  | 黒、赤                                                          |
| 国際提携                                                        | 国際リバタリアン連帯                                            |
| ウェブサイト                                                    | 公式サイト                                                      |

オルターナティヴ・リバタリアン（仏：Alternative libertaire）はフランスの共産無政府同盟である。「CJL」（Collectif Jeunes Libertaires、無政府青年連合）と「UTCL」（Union des Travailleurs Communistes Libertaires,共産無政府労働者同盟)が結集して、1991年にオルターナティヴ・リバタリアンが形成された。略称、AL。機関紙:『Alternative Libertaire』（月刊）。青年組織の機関紙:『CLASH』。
「自主管理」と「直接民主主義」を掲げ、反資本主義的な革命の創設を当面の方針としている。旗が赤黒である。

## 概要
ALの活動家たちは共産無政府主義に基づいた社会を実現しようとして、大部分の活動家たちはALでの活動と同時に労働組合運動もしている。SUD、CGT、またはCNTといった労働組合にも入っている。フランスでの不法移民支持団体やフェミニズム団体や非居住者支持団体などに力を注いでいる。それらの団体に自主管理を広げようとして、要求を満たすようにALが選挙より政府と支配者（社長や政治家など）との闘争を優先している。その意味でALは選挙に立候補せずに、大統領選挙などでも候補者を誰も支持しない。
マニフェストにおいて、家父長制や男尊女卑に反対して、女性解放運動を行っている。ALが原子力発電所や遺伝子組替生物に反対し、「反核同盟」（Réseau Sortir du Nucléaire）に加盟している。反ファシズムも組合の大きな方針である。
資本主義が階級闘争を生み出し、「ソ連のように支配者を国家官僚にするのではなく、自主管理と直接民主主義で支配者をなくす」を主張する。

## 歴史
第一インターナショナルからの反権威主義的労働運動と無政府共産主義の遺産という大黒柱により組合が発足した。ALは、「ORA」（Organisation Révolutionnaire Anarchiste、無政府革命組織）から1976年に排除された「UTCL」(Union des Travailleurs Communistes Libertaires、共産無政府労働者同盟）の後継組織である。排除された理由とは、主に「共産無政府主義」系と「純正アナキズム」の対立による労働組合に対する別の方針にある。フランスでその分立がまだ続いていて、現在も共産無政府同盟と無政府同盟は異なった組合である。無政府主義に基づいたFA（Fédération Anarchiste、 無政府連合）といった組合の例を述べられる。
1995年6月に行われた大会では「労働者統一戦線」の形成を訴えていて、ALは反対勢力団体を築くようにした。1995年末や2003年3月のストや闘争運動に力を注いだ。ALはそれぞれの社会運動を強化させるようにした。

## 近年活動
近頃、2006年の反CPE(Contrat Première Embauche）運動に組合が全国に力を注ぎ、ALは労働者も運動に参加させるようにした。

### 人物
- ダニエル・ゲラン